# جوزيف هنري
جوزيف هنري (بالإنجليزية:Joseph Henry) ولد في 17 من ديسمبر عام 1797م وتوفي في 13 من مايو 1878م. عالم فيزيائي أمريكي ذاتي التعلم إلى حد كبير اخترع المحرك الكهربائي ويعود له الفضل في اكتشاف ظاهرة الحث الكهرومغناطيسي وكذلك الحث المتبادل ولذلك تم تكريمه في عام 1893 بالحاق وحدة الحث الكهرومغناطيسي الدولية باسمه هنري (وحدة)

## ملخص سيرته العملية
- أستاذ الرياضيات والفلسفة الطبيعية في أكاديمية ألباني، نيويورك.
- 1832 – أستاذ في پرنستون.
- 1835 – اخترع the electromechanical relay.
- 1846 – أول أمين لمعهد سميثسونيان حتى 1878
- 1848 – - تحرير الآثار القديمة لوادي المسيسيبي لإفرايم ج. سكويير وإدوين إتش. ديفيس ، وهو أول منشور للمؤسسة.

```
* 1852 - عُيِّن في مجلس المنارة
```

- 1871 –عُيِّن رئيساً لمجلس المنارة

## روابط خارجية
- جوزيف هنري على موقع الموسوعة البريطانية (الإنجليزية)
- جوزيف هنري على موقع إن إن دي بي (الإنجليزية)